# Emmesomyia incerta
Emmesomyia incerta este o specie de muște din genul Emmesomyia, familia Anthomyiidae, descrisă de Ackland în anul 1995.
Este endemică în Nigeria. Conform Catalogue of Life specia Emmesomyia incerta nu are subspecii cunoscute.